# Marija Pejčinović Burić
Marija Pejčinović Burić (Mostar, 9 d'abril de 1963) és una política croata, membre de la Unió Democràtica Croata. Entre 2017 i 2019 es va exercir com a ministra d'Afers exteriors i Europeus de Croàcia. Des de setembre de 2019 exerceix com a secretària general del Consell d'Europa.

## Biografia

### Primers anys, educació i carrera primerenca
Nascuda a Mostar (actual Bòsnia i Hercegovina) el 1963, es va graduar en ciències econòmiques en la Universitat de Zagreb el 1985.
Després de graduar-se, va treballar com a experta comercial associada per a Končar Inženjering a Zagreb entre 1988 i 1991. El 1991 va ser nomenada Secretària General de la Casa d'Europa a Zagreb i sotssecretària general del Moviment Europeu de Croàcia. El 1994 va obtenir un mestratge en estudis europeus del Col·legi d'Europa. En 1997 va ser nomenada directora de comunicacions corporatives de la companyia farmacèutica Pliva, amb seu a Zagreb.

### Carrera pública
El 2000 va ser nomenada assistent del Ministeri d'Integració Europea. L'any següent va ser inclosa en l'equip de negociació de l'acord d'estabilització i associació Unió Europea-Croàcia. A partir de 2003 va treballar com a professora d'integració europea en els seminaris de l'Acadèmia Diplomàtica de Croàcia.
El 2004, va ser nomenada Secretària d'Estat del Ministeri d'Integració Europea i l'any següent Secretària d'Estat d'Integració Europea del Ministeri d'Afers exteriors i Integració Europea, tots dos sota el lideratge del ministre Miomir Žužul, en el govern del llavors Primer Ministre Ivo Sanader.
Va exercir com a coordinadora nacional de Programes d'Instrument per a Polítiques Estructurals de Preadhesió (ISPA) (2004-2006), coordinadora nacional de Programes d'Assistència i Cooperació amb la Unió Europea, i com a membre del grup de treball sobre la lliure circulació de capitals en les negociacions d'adhesió de Croàcia a la Unió Europea (2005-2006). Des de 2006, va ser membre de l'equip de negociacions de l'adhesió de Croàcia a la Unió Europea, i negociadora dels capítols sobre Relacions Exteriors, Política Exterior, Seguretat i Defensa, Institucions i altres assumptes, així com presidenta de la delegació de Croàcia en el Comitè d'Estabilització i Associació Unió Europea-Croàcia.
El 2008, va esdevenir diputada al Parlament de Croàcia pel partit de la Unió Democràtica Croata (HDZ). Va ocupar un escó fins a les eleccions de 2011. Durant el seu temps al parlament croat, va ser membre de la Comissió d'Integració Europea i la Comissió d'Afers exteriors, de la delegació croata a l'Assemblea Parlamentària del Consell d'Europa i va presidir el Grup d'Amistat Parlamentària Croata - Estats Units.
Entre 2013 i 2016 va treballar com a consultora privada en projectes finançats per la Unió Europea, el Programa de les Nacions Unides per al Desenvolupament (PNUD) i de manera bilateral amb països candidats a la Unió.
El 17 de novembre de 2016, va tornar a ser designada Secretària d'Estat en el Ministeri d'Afers exteriors i Europeus, sota el lideratge del ministre Davor Ivo Stier.
El juny de 2017, va ser designada pel primer ministre Andrej Plenković com a ministra d'Afers exteriors i Europeus de Croàcia, en reemplaçament de Davor Ivo Stier després de la seva renúncia. En aquest càrrec, va exercir com a presidenta del Comitè de Ministres del Consell d'Europa per un període de sis mesos el 2018. Des de 2017 fins a 2019, també va copresidir les reunions de ministres de comerç del Partit Popular Europeu (PPE) al costat de Jyrki Katainen, vicepresident de la Comissió Europea.

### Consell d'Europa
Al gener de 2019, va anunciar la seva candidatura per a succeir a Thorbjørn Jagland com a Secretària General del Consell d'Europa.
El 26 de juny de 2019, l'Assemblea Parlamentària del Consell d'Europa va votar per a seleccionar al catorzè secretari general de l'organització, sent els candidats Pejčinović Burić i el seu homòleg belga Didier Reynders. Pejčinović Burić va ser escollida per 159 vots contra els 105 que va rebre Reynders.